# Dąb Wolności (Radom)
Dąb Wolności – drzewo zasadzone 2 listopada 1918 r. przy ul. Malczewskiego w Radomiu, przed gmachem Resursy Obywatelskiej, dla upamiętnienia odzyskania niepodległości przez Polskę. Według niepotwierdzonych przekazów ustnych na skwerze posadzono wówczas dwa dęby, z których jeden został ukradziony pierwszej nocy po posadzeniu.